# Јоанис Пулос
Јоанис Пулос (грч. Ιωάννης Πούλος је био грчки мачевалац који се такмичио на првим Олимпијским играма 1896. у Атини
Учествовао је у дисциплини флорет за аматере. У својој квалификационој групи био је последњи од четири учесника јер је изгубио све мечеве од остале тројице, Француза Анри Калоа, Анрија Делаборда и Грка Периклес Перакос Мавромихалиса. У укупном пласману поделио је седмо место са Јоргосом Балакисом последњим из друге групе.

## Резултати
| Меч | Противник                           | Нација | Резултат           |
| --- | ----------------------------------- | ------ | ------------------ |
| A2  | Анри Кало Француска                 | 3-2    | Јоанис Пулос Грчка |
|     |                                     |        |                    |
| A3  | Перикле Пјеракос Мавромихалис Грчка | 3-0    | Јоанис Пулос Грчка |
|     |                                     |        |                    |
| A6  | Анри Делаборд Француска             | 3-1    | Јоанис Пулос Грчка |